# 日本の信号場一覧
日本の信号場一覧は、日本に現在存在するまたはかつて存在していた信号場の一覧である。

## 類型
信号場が設置される類型としては、主に次のものがあげられるが、複数の類型が複合しているもの、スイッチバック構造となっているものも存在する。
1. 線路の分岐点に設けられるもの。
2. 単線区間において、列車の行違い（交換）のために設けられるもの。列車追い抜き機能を持つ場合もある。
3. 単線区間と複線区間、および複線区間と複々線区間（三線区間などを含む）の接点に設けられるもの。
4. 複線区間において、列車の追い抜きのために設けられるもの。
5. 単線区間であり単線自動閉塞方式以外の閉塞方式の場合において、閉塞の境界をつくるために設けられるもの。
6. 複線区間において信号場内のみ単線になっているもの。
7. 列車留置並びに列車折り返しのため。
8. その他

## 現存する日本の信号場一覧
- 休止中の信号場を含む。
- 2社にまたがる場合、所属する社の項に記載した。
- 所在する駅間に複数の信号場がある場合、起点方から順に記載した。

### JR

#### 北海道旅客鉄道
- 銚子口信号場：函館本線 大沼 - 鹿部間（類型2）
- 姫川信号場：函館本線 駒ヶ岳 ‐ 森間（類型2）
- 石谷信号場：函館本線 森 - 石倉間（類型4）
- 鷲ノ巣信号場：函館本線 八雲 ‐ 山崎間（類型3）
- 北豊津信号場：函館本線 黒岩 - 国縫間（類型3）
- 北入江信号場：室蘭本線 洞爺 - 有珠間（類型2）
- 西の里信号場（2代）：千歳線 上野幌 - 北広島間（類型8）[1]
- 美々信号場：千歳線 植苗 - 南千歳間（類型4・7）
- 駒里信号場：石勝線 南千歳 - 追分間（類型2）
- 西早来信号場：石勝線 南千歳 - 追分間（類型2）
- 東追分信号場：石勝線 追分 - 川端間（類型2）
- 滝ノ下信号場：石勝線 川端 - 新夕張間（類型2）
- 滝ノ上信号場：石勝線 川端 - 新夕張間（類型2）
- 十三里信号場：石勝線 川端 - 新夕張間（類型2）
- 楓信号場：石勝線 新夕張 - 占冠間（類型2）
- オサワ信号場：石勝線 新夕張 - 占冠間（類型2）
- 東オサワ信号場：石勝線 新夕張 - 占冠間（類型2）
- 清風山信号場：石勝線 新夕張 - 占冠間（類型2）
- 東占冠信号場：石勝線 占冠 - トマム間（類型2）
- 滝ノ沢信号場：石勝線 占冠 - トマム間（類型2）
- ホロカ信号場：石勝線 占冠 - トマム間（類型2）
- 串内信号場：石勝線 トマム - 新得間（類型2）
- 上落合信号場：石勝線 トマム - 新得間（類型1・2）
- 新狩勝信号場：石勝線 トマム - 新得間（類型2）
- 広内信号場：石勝線 トマム - 新得間（類型2）
- 西新得信号場：石勝線 トマム - 新得間（類型2）
- 東滝川信号場：根室本線 滝川 - 赤平間（類型2）
- 島ノ下信号場：根室本線 野花南 - 富良野間（類型2）
- 平野川信号場：根室本線 十勝清水 - 御影間（類型2）
- 上芽室信号場：根室本線 御影 - 芽室間（類型2）
- 昭栄信号場：根室本線 池田 - 十弗間（類型2）
- 常豊信号場：根室本線 浦幌 - 厚内間（類型2）
- 上厚内信号場：根室本線 浦幌 - 厚内間（類型2）
- 直別信号場：根室本線 厚内 - 音別間（類型2）
- 尺別信号場：根室本線 厚内 - 音別間（類型2）
- 古瀬信号場：根室本線 音別 - 白糠間（類型2）
- 東庶路信号場：根室本線 庶路 - 大楽毛間（類型2）
- 中越信号場：石北本線 上川 - 白滝間（類型2）
- 上越信号場：石北本線 上川 - 白滝間（類型2）
- 奥白滝信号場：石北本線 上川 - 白滝間（類型2）
- 下白滝信号場：石北本線 白滝 - 丸瀬布間（類型2）
- 金華信号場：石北本線 生田原 - 西留辺蘂間（類型2・7：西留辺蘂駅が折返し不可能な構造のため、同駅終着・始発列車の折返しに使用される。）
- 豊清水信号場：宗谷本線 美深 ‐ 天塩川温泉間（類型2）
- 雄信内信号場：宗谷本線 糠南 - 幌延間（類型2）
- 新中小国信号場：北海道新幹線・海峡線・JR東日本津軽線 中小国 - 大平・奥津軽いまべつ間（類型1・3・4）
- 湯の里知内信号場 ： 北海道新幹線・海峡線 奥津軽いまべつ - 木古内間（類型4）

#### 東日本旅客鉄道
- 新鶴見信号場：東海道本線・武蔵野線・南武線 新川崎・梶ヶ谷貨物ターミナル・尻手 - 鶴見（類型1）
- 別所信号場：武蔵野線 西浦和・武蔵浦和 - 与野間（類型1）
- 普門寺信号場：中央本線 茅野 - 上諏訪間（類型3）
- 平瀬信号場：篠ノ井線 松本 - 田沢間（類型2）
- 桑ノ原信号場：篠ノ井線 姨捨 - 稲荷山間（類型2・スイッチバック）
- 矢野目信号場：東北本線・阿武隈急行阿武隈急行線 福島 - 東福島・卸町間（類型1）
- 東仙台信号場：東北本線 東仙台 - 岩切間（類型1：仙台総合鉄道部への出入庫線分岐）
- 下新田信号場：両毛線・わたらせ渓谷鐵道わたらせ渓谷線 桐生 - 岩宿・下新田間（類型1・2）
- 宮城野信号場：仙石線 小鶴新田 - 福田町間（類型1・仙台車両センター宮城野派出所への出入庫線分岐）
- 面白山信号場：仙山線 奥新川 - 面白山高原間（類型2）
- 大地沢信号場：田沢湖線 赤渕 - 田沢湖間（類型2）
- 志度内信号場：田沢湖線 赤渕 - 田沢湖間（類型2）
- 沼上信号場：磐越西線 中山宿 - 上戸間（類型2）
- 更科信号場：磐越西線 翁島 - 磐梯町間（類型2）
- 北赤湯信号場：奥羽本線 赤湯 - 中川間（類型3）
- 南能代信号場：奥羽本線 北金岡 - 東能代間（類型2）
- 青森信号場：奥羽本線・青い森鉄道青い森鉄道線 東青森・新青森 - 青森間（類型1・3）
- 新油川信号場：津軽線 青森 - 油川間（類型2）
- 西鶴岡信号場：羽越本線 羽前大山 - 鶴岡間（類型2）
- 幕ノ内信号場：羽越本線 鶴岡 - 藤島間（類型2）
- 出戸信号場：羽越本線 仁賀保 - 西目間（類型2）
- 二古信号場：羽越本線 羽後亀田 - 岩城みなと間（類型2）
- 上沼垂信号場：信越本線・白新線 越後石山・東新潟 - 新潟間（類型1）
- 黒砂信号場：総武本線 稲毛 - 西千葉間（類型7） ※総武快速線 稲毛 - 千葉間と見た場合には（類型4・複線区間の待避や折り返し）に当たる。
- 新港信号場：京葉線 稲毛海岸 - 千葉みなと間（類型4）
- 堀之内信号場：成田線 成田 - 空港第2ビル間（類型2）
- 井堀信号場：東北本線 上野 －尾久間（類型1・2003年10月、上野駅が電子連動装置に取り替えられた際に、それまで上野駅構内であった回送線との分岐点(通称・井堀)が分離され、井堀信号場に改められた）
- 鷲宮信号場：東北新幹線 大宮 - 小山間（類型1・保線基地が分岐）

#### 東海旅客鉄道
- 五条川信号場：東海道本線 清洲 - 枇杷島間（上り線のみ：類型1）
- 南荒尾信号場：東海道本線 大垣 - 垂井・関ヶ原・荒尾間（類型1）
- 大沢信号場：飯田線 伊那田島 - 高遠原間（類型2）
- 飛水峡信号場：高山本線 上麻生 - 白川口間（類型2）
- 鷲原信号場：高山本線 白川口 - 下油井間（類型2）
- 福来信号場：高山本線 飛騨金山 - 焼石間（類型2）
- 少ヶ野信号場：高山本線 焼石 - 下呂間（類型2）
- 山王信号場：中央本線・東海道本線（貨物支線） 金山・名古屋港 - 名古屋（類型1）
- 笹島信号場：関西本線 名古屋 - 八田間・名古屋臨海高速鉄道あおなみ線 ささしまライブ - 小本間（類型1・3）
- 白鳥信号場：関西本線 永和 - 弥富間（類型2）
- 朝明信号場：関西本線 桑名 - 朝日間（類型3）
- 栗東信号場：東海道新幹線 米原 - 京都間（類型1：保線基地が分岐）

#### 西日本旅客鉄道
- 余部信号場：姫新線 余部 - 太市間（類型1：姫路鉄道部への出入庫線分岐）
- 広石信号場：伯備線 方谷 - 井倉間（類型2）
- 下石見信号場：伯備線 上石見 - 生山間（類型2）
- 上溝口信号場：伯備線 江尾 - 伯耆溝口間（類型2）
- 森ヶ原信号場：岩徳線・錦川鉄道錦川清流線 川西 - 柱野・御庄間（類型1）
- 宿南信号場：山陰本線 八鹿 - 江原間（類型2）
- 滝山信号場：山陰本線 福部 - 鳥取間（類型5：閉塞区間分割のため。かつては（類型2）でスイッチバック式）
- 佐保信号場：関西本線 奈良 - 平城山間（類型1：奈良電車区への出入庫線が分岐）
- 正覚寺信号場（3代）：おおさか東線 衣摺加美北 - 新加美・平野間（類型1：貨物連絡線を分岐）
- 神崎川信号場：おおさか東線 南吹田・吹田貨物ターミナル - JR淡路間（類型1：貨物支線を分岐）[2]
- 双子山信号場：紀勢本線 見老津 - 周参見間（類型2）
- 際波信号場：宇部線 岩鼻 - 宇部間（類型2）
- 鴨ノ庄信号場：美祢線 厚狭 - 湯ノ峠間（類型2）
- 鞍手信号場：山陽新幹線 小倉 - 博多間（類型1：保線基地が分岐）

#### 四国旅客鉄道
- 伊予若宮信号場：予讃線 五郎・新谷 - 伊予大洲（類型1）
- 川奥信号場：予土線・土佐くろしお鉄道中村線 若井 - 荷稲・家地川（類型1・2）

#### 九州旅客鉄道
- 東折尾信号場：鹿児島本線 黒崎 - 陣原間
- 太宰府信号場：鹿児島本線 都府楼南 - 水城間（類型4）
- 中道信号場：香椎線 海ノ中道 - 雁ノ巣間（類型2）
- 土井崎信号場：長崎本線 肥前大浦 - 小長井間（類型2・7：小長井駅が折返し不可能な構造のため、同駅終着・始発列車の折返しに使用される。）
- 肥前三川信号場：長崎本線 現川 - 浦上間（類型2：長崎トンネル内）
- 西有田信号場：佐世保線 有田 - 三河内間（類型2）
- 川原木信号場：日豊本線 直川 - 重岡間（類型2）
- 門石信号場：日豊本線 田野 - 青井岳間（類型2）
- 楠ヶ丘信号場：日豊本線 青井岳 - 山之口間（類型2）
- 南霧島信号場：日豊本線 霧島神宮 - 国分間（類型2）
- 下郡信号場：日豊本線 大分 - 牧間（類型1：大分車両センターへの出入庫線分岐）、豊肥本線 大分 - 滝尾間（類型1：大分車両センターへの出入庫線分岐・類型5：閉塞区間分割のため。）

### 民鉄・第三セクター

#### 道南いさりび鉄道
- 矢不来信号場：道南いさりび鉄道線 上磯 - 茂辺地間（類型2）

#### 関東鉄道
- 南水海道信号所：常総線 小絹 - 水海道間（類型1:水海道車両基地への分岐、および乗務員交代のため）

#### 上信電鉄
- 佐野信号所：上信線 南高崎 - 根小屋間（類型2）
- 新屋信号所：上信線 西吉井 - 上州新屋間（類型2）
- 赤津信号所：上信線 千平 - 下仁田間（類型2）

#### 東武鉄道
- 鬼怒立岩信号場：鬼怒川線 東武ワールドスクウェア - 鬼怒川温泉間（類型3）
- 嵐山信号場：東上本線 武蔵嵐山 - 小川町間（類型3）

#### 京成電鉄
- 駒井野信号場：本線・東成田線 京成成田 - 空港第2ビル・東成田間（類型1）
- 根古屋信号場：京成成田空港線 成田湯川 - 空港第2ビル間（類型2）

#### 京葉臨海鉄道
- 市原分岐点：臨海本線 千葉貨物 - 浜五井・京葉市原間（類型1）
- 北袖分岐点：臨海本線 椎津 - 北袖・京葉久保田間（類型1）

#### 西武鉄道
- 北飯能信号場：池袋線 東飯能 - 武蔵丘信号場間（類型3）
- 武蔵丘信号場：池袋線 北飯能信号場 - 高麗間（類型1・3：武蔵丘車両基地への入出庫線が分岐）
- 正丸トンネル信号場：西武秩父線 正丸 - 芦ヶ久保間（類型2）
- 南入曽信号場：新宿線 新所沢 - 入曽間（類型1：南入曽車両基地への入出庫線が分岐）
- 脇田信号場：新宿線 南大塚 - 本川越間（類型3）
- 本町信号場：多摩湖線 国分寺 - 一橋学園間（類型2。休止中）
- 回田信号場：多摩湖線 八坂 - 武蔵大和間（類型2）
- 羽根沢信号場：国分寺線 国分寺 - 恋ヶ窪間（類型3）
- 東中峯信号場：山口線 西武園ゆうえんち - 西武球場前間（類型2）

#### 小田急電鉄
- 相模大野分岐点：小田原線・江ノ島線 相模大野 - 小田急相模原・東林間間（類型1）

#### 相模鉄道
- 相模国分信号所：本線・厚木線 かしわ台 - 海老名・厚木間（類型1：厚木線は旧貨物線。厚木駅脇の電留線へと分岐）

#### 京浜急行電鉄
- 久里浜工場信号所：久里浜線 北久里浜 - 京急久里浜間（類型1：京急ファインテック久里浜工場への入出庫線が分岐）

#### 東京臨海高速鉄道
- 品川埠頭分岐部信号場：りんかい線 東京テレポート - 天王洲アイル間（類型1：八潮車両基地（東臨運輸区）への分岐のため）

#### 江ノ島電鉄
- 峰ヶ原信号場：江ノ島電鉄線 鎌倉高校前 - 七里ヶ浜間（類型2）

#### 小田急箱根
- 出山信号場：鉄道線 塔ノ沢 - 大平台間（類型2：スイッチバック式）
- 上大平台信号場：鉄道線 大平台 - 宮ノ下間（類型2：スイッチバック式）
- 仙人台信号場：鉄道線 大平台 - 宮ノ下間（類型2）

#### 北越急行
- 赤倉信号場：ほくほく線 魚沼丘陵 - 美佐島間（類型2：休止中）
- 薬師峠信号場：ほくほく線 十日町 - まつだい間（類型2：休止中）
- 儀明信号場：ほくほく線 まつだい - ほくほく大島間（類型2）

#### 富山地方鉄道
- 支線接続点：富山軌道線支線 電鉄富山駅・エスタ前 - 新富町間（類型1：富山駅南北接続線が分岐）
- 永楽町信号所：富山港線 インテック本社前 – 奥田中学校前 (類型3)

#### 豊橋鉄道
- 花田信号所：渥美線 新豊橋 - 柳生橋間（類型7）

#### 名古屋鉄道
- 平井信号場：名古屋本線 豊橋 - 伊奈間（類型1）
- 舞木信号場：名古屋本線 名電山中 - 藤川間（類型1：舞木検査場への入出庫線が分岐）
- 枇杷島分岐点：名古屋本線 東枇杷島 - 西枇杷島間（類型1：ただし西枇杷島構内に属する）
- 下砂杁信号所：犬山線 枇杷島分岐点 - 下小田井間（類型1：ただし西枇杷島構内に属する）
- 五郎丸信号場：小牧線 羽黒 - 犬山間（類型2）
- 別曽池信号場：知多新線 富貴 - 上野間間（類型2）
- 諏訪新道信号場：豊川線 八幡 - 諏訪町間（類型2）

#### 名古屋臨海高速鉄道
- 潮凪信号場：あおなみ線 稲永 - 野跡間（類型1：潮凪車庫への分岐のため）

#### 養老鉄道
- 東方信号場：養老線 桑名 - 播磨間（類型1：台車交換場引き込み線が分岐）

#### 三岐鉄道
- 三岐朝明信号場：三岐線・近鉄連絡線 富田・近鉄富田 - 大矢知間（類型1）
- 北大社信号場：北勢線 東員 - 大泉間（類型1・2：北大社車庫への入出庫線が分岐）

#### 近畿日本鉄道
- 東生駒信号場：けいはんな線 生駒 - 白庭台間（類型1・7：東花園検車区東生駒車庫への分岐および生駒駅止まり列車の折り返しにも使用）
- 登美ヶ丘信号場：けいはんな線 学研北生駒 - 学研奈良登美ヶ丘間（類型1：東花園検車区登美ヶ丘車庫への分岐）

#### 京阪電気鉄道
- 寝屋川信号所：京阪本線 萱島 - 寝屋川市間（類型1・3・7：寝屋川車庫への入出庫線が分岐、複線と複々線の境界点の役割を持つ[3]。大阪口の区間列車の始発・終点停車場の役割も持つ。）

#### 南海電気鉄道
- 千代田信号所：高野線 千代田 - 河内長野間（類型1：千代田検車区・千代田工場への入出庫線が分岐）
- 小原田信号所：高野線 御幸辻 - 橋本間（類型1：小原田検車区への入出庫線が分岐）
- 梶取信号所：加太線 紀ノ川 - 東松江間（類型2）

#### 阪急電鉄
- 東吹田信号所：京都線 正雀 - 相川間（類型1：Osaka Metro堺筋線東吹田検車場への分岐）

#### 阪神電気鉄道
- 武庫川信号場：本線 武庫川 - 鳴尾・武庫川女子大前間（類型1：武庫川線渡り線の分岐、上り線のみ）
- 堀切信号場：本線 香櫨園 - 打出間（類型1：保守基地への分岐）

#### 神戸電鉄
- 川池信号所：粟生線 藍那 - 木津間（類型3）
- 見津信号所：粟生線 木津 - 木幡間（類型1：見津車庫への入出庫線が分岐）

#### 智頭急行
- 岩木信号場：智頭線 上郡 - 苔縄間（類型2：一線スルー式）

#### 阿佐海岸鉄道
- 阿波海南信号場：阿佐東線 起点（類型8：DMVモードインターチェンジを設置）
- 甲浦信号場：阿佐東線 終点（類型8：DMVモードインターチェンジを設置）

#### とさでん交通
- 鴨部市場前行違い場所：伊野線 鴨部 - 曙町東町間（類型2）
- 八代行違い場所：伊野線 八代通 - 中山間（類型2）

#### 西日本鉄道
- 中島信号場：天神大牟田線 塩塚 - 西鉄中島間（類型2：一線スルー式）

#### 甘木鉄道
- 大原信号場：甘木線 立野 - 小郡間（類型2）

#### 肥薩おれんじ鉄道
- 赤瀬川信号場：肥薩おれんじ鉄道線 折口 - 阿久根間（類型2）

### 公営鉄道
公営鉄道には信号場は現存していない。

## 過去に存在した信号場一覧
JRグループの項目ではJR化以後に廃止された信号場について記述する。

### 北海道旅客鉄道
- 仁山信号場→仁山駅：函館本線（類型2）
- 東山信号場→東山駅：函館本線（類型2）国鉄時代に仮乗降場も兼ねる。
- 姫川信号場→姫川駅：函館本線（類型2）国鉄時代に仮乗降場も兼ねる。2017年3月4日に旅客駅としては廃止となり、再び信号場に戻る。
- 桂川信号場→桂川駅：函館本線（類型2）
- 本石倉信号場→本石倉駅：函館本線（類型2）国鉄時代に仮乗降場も兼ねる。
- 鷲ノ巣信号場→鷲ノ巣駅：函館本線（類型2→類型3） 2016年3月25日に旅客駅としては廃止となり、再び信号場に戻る。
- 北豊津信号場→北豊津駅：函館本線（類型2→類型3） 2017年3月4日に旅客駅としては廃止となり、再び信号場に戻る。
- 豊沼信号場→豊沼駅：函館本線（類型1）
- 渡島沼尻信号場→渡島沼尻駅：函館本線（砂原支線）（類型2）
- 新湯の里信号場→知内駅：海峡線（類型4） 2014年3月15日に旅客駅としては廃止となり、再び信号場に戻る。
- 小幌信号場→小幌駅：室蘭本線（類型2→類型3）
- 北舟岡信号場→北舟岡駅：室蘭本線（類型2）
- 古瀬信号場→古瀬駅：根室本線（類型2）国鉄時代の1954年に信号場として開業後、仮乗降場として旅客も取り扱った。2020年のダイヤ改正で旅客駅としては廃止となり再び信号場に戻る。
- 旭浜信号場→旭浜駅：室蘭本線（類型2） 国鉄時代に仮乗降場も兼ねる。2006年3月18日廃止。
- 常紋信号場：石北本線 生田原 - 西留辺蘂間（類型2）2001年7月1日より交換設備の仕様を停止し、事実上類型5となる。2017年3月4日廃止。スイッチバック式。

### 東日本旅客鉄道
- 熊ノ平信号場：信越本線 横川 - 軽井沢間（類型5：閉塞区間分割のため、同区間複線化以前はスイッチバック式の類型2）1997年10月1日に同区間とともに廃止
- 潮沢信号場：篠ノ井線 明科 - 西条間（類型2：スイッチバック式）1988年9月10日廃止
- 東川井信号場：青梅線 御嶽 - 川井間（類型2）2001年3月20日廃止
- 高平信号場：常磐線 原ノ町 - 鹿島間（類型2）1993年2月1日廃止
- 金谷信号場：奥羽本線 楯岡 - 袖崎間（類型2）1999年3月12日廃止
- 鳥越信号場：奥羽本線 舟形 - 新庄間（類型2）1999年3月12日廃止
- 大清水信号場：奥羽本線 追分 - 大久保間（類型2） 2013年9月27日廃止
- 羽尾信号場：篠ノ井線 冠着 - 姨捨間（類型2・スイッチバック式）2009年3月14日廃止
- 根古屋信号場：成田線 成田 - 空港第2ビル間（類型2）2009年3月14日廃止。のちに堀ノ内信号場に交換設備が移された。

### 東海旅客鉄道
- 品川信号場→品川駅：東海道新幹線（類型1：東京第二車両所（現在廃止）が分岐）[要出典]
- 春田信号場→春田駅：関西本線（類型2）
- 伏屋信号場：関西本線 八田 - 春田間（類型2）2005年1月30日廃止

### 西日本旅客鉄道
- 五位堂信号場→JR五位堂駅：和歌山線（類型2）
- 布原信号場→布原駅：伯備線（類型2）
- 蛇草信号場：片町線（貨物支線、現おおさか東線）　放出 - 久宝寺・平野間（現在のJR長瀬駅 類型1）
- 俊徳道信号場：片町線（貨物支線、現おおさか東線）　放出 - 久宝寺・平野間（現在のJR俊徳道駅付近にありおおさか東線建設中に暫定的に設置 類型1）2008年3月廃止
- 竜華信号場：関西本線・片町線（貨物支線） 久宝寺・放出 - 杉本町間（類型1）
- 境川信号場：大阪環状線 弁天町 - 大正間（類型7：2006年3月31日まで類型1=貨物支線を分岐していた）2007年5月20日廃止
- 松ヶ瀬信号場：美祢線 湯ノ峠 - 厚保間（類型2）1997年3月22日廃止
- 百済第一信号場：関西本線 平野 - 加美間（類型1：おおさか東線への連絡線を分岐）。2008年3月15日に下記の正覚寺信号場（2代）を再び復活させたものであるが2010年10月29日に三たび廃止。
- 相谷信号場：山陰本線 竹野 - 佐津間（類型2）2012年12月8日廃止
- 吹田信号場→吹田貨物ターミナル駅：東海道本線 千里丘 - 大阪貨物ターミナル間（類型1）
- 東灘信号場→摩耶駅：東海道本線 六甲道 - 灘間（類型1・4→類型4）
- 中在家信号場：関西本線 加太 - 柘植間（類型2→類型5）2019年11月16日廃止
- 梅田信号場→大阪駅：東海道本線（梅田貨物線） 新大阪 - 福島間（類型2・7：2019年よりおおさか東線の一部列車を折り返すことを開始したため、類型7の役割も担うようになったが、2023年2月13日廃止）

### 四国旅客鉄道
無し

### 九州旅客鉄道
- 紫川信号場：鹿児島本線 小倉 - 西小倉間（類型6）
- 東折尾信号場→陣原駅：鹿児島本線 黒崎 - 折尾間（類型3）
- 嘉穂信号場：上山田線・漆生線 大隈・才田 - 下山田間（類型1）
- 新八代信号場→新八代駅：鹿児島本線（類型1：九州新幹線関連で設置）
- 初野信号場→新水俣駅：肥薩おれんじ鉄道（類型1：新八代駅と同じく新幹線関連で設置）
- 徳浦信号場：日豊本線 臼杵 - 津久見間（類型2）災害のため単線閉塞化。2018年3月17日廃止。
- 里信号場：長崎本線 多良 - 肥前大浦間（類型2）交換設備縮小化に伴い2025年7月1日廃止。

### 日本貨物鉄道
- 八幡信号場：東海道本線 山王信号場 - 名古屋港間（類型5：閉塞区間分割のため。かつては（類型1・2）） 通称・名古屋港線の廃線に伴い、2024年4月1日廃止。

### 日本国有鉄道
国鉄時代に廃止した信号場のみ記述する。

#### JR北海道エリア
（仮）は仮乗降場としての営業も確認
- 春志内信号場：函館本線  （廃）神居古潭 - 伊納間（類型2） 1969年9月30日新線切替に伴い廃止
- 陣屋町信号場：室蘭本線（類型1・2）→陣屋町駅→1970年8月1日旅客・貨物共用駅から貨物駅に格下げ（若干場所を移転）
- 西の里信号場（初代）：千歳線（旧線） 北広島 - （旧）上野幌間（類型2） 1973年9月9日廃止（千歳線の新線切り替えに伴う）
- 鬼峠信号場：石勝線 （信）清風山 - 占冠間（類型2） 1986年3月3日廃止（鬼峠トンネル内にあった）
- 東留萠信号場：留萌本線・羽幌線 留萌 - 大和田・三泊間（類型1） 1941年12月9日廃止
- 一ノ坂信号場：根室本線 滝川 - 東滝川間（類型2） 1982年10月26日廃止
- 幌岡信号場：根室本線 東滝川 - 赤平間（類型2） 1982年10月26日廃止
- 高根信号場：根室本線 平岸 - 芦別間（類型2） 1982年10月26日廃止
- 鹿越信号場（仮）：根室本線 金山 - 東鹿越間（類型2） 1986年11月1日廃止←1966年10月1日に廃止された鹿越駅とは別の位置
- 新本別信号場：函館本線（砂原支線） 銚子口 - 鹿部間（類型2）
- 熊の湯信号場：函館本線 大沼 - 仁山間（類型3）大沼 - 七飯間に当信号場付近から藤城線が開業し、擬似的な複線となったため廃止
- 狩勝信号場（仮）：根室本線 落合 - （廃）新内間（類型2） 1966年10月1日廃止（根室本線の新線切り替えに伴う）
- 別保信号場→東釧路駅：根室本線・釧網本線（類型1） 現在の別保駅とは別の位置
- 神路信号場（仮）：宗谷本線 筬島 - 佐久間（類型2） 1985年3月14日廃止←1977年6月25日神路駅から信号場に格下げ
- 東標津信号場：（廃）標津線 中標津 - 上武佐間（類型1）1945年11月20日廃止 軍用引込線 終戦による旧海軍標津第一飛行場（現中標津空港）閉鎖に伴う

#### JR東日本エリア
（仮）は仮乗降場としての営業も確認
- 目黒川信号場：東海道本線・山手貨物線 品川 - 旧蛇窪信号場・大崎間（類型1：1965年より大崎駅構内の扱い）
- 蛇窪信号場：東海道本線・山手貨物線 旧目黒川信号場・大崎 - 西大井間（類型1：上記の目黒川信号場とデルタ線を形成：1965年より大崎駅構内の扱い）
- 丸子信号場：東海道本線 蛇窪信号場（当時、西大井駅は未開業） - 新鶴見操車場（当時、武蔵小杉駅は未開業）間（類型1：専用線を分岐）
- 富士見信号場（仮）：中央本線支線（下河原線） 国分寺 - 下河原間（類型2）→国分寺駅構内扱い→北府中信号場→北府中駅（現在の所属は武蔵野線 府中本町 - 西国分寺間）
- 片倉信号場：横浜線 八王子－相原間（類型2）→片倉駅
- 田島信号場：武蔵野線 西浦和・別所信号場 - 南浦和間（類型1）→武蔵浦和駅
- 都賀信号場 (仮) : 総武本線 千葉 - 四街道間 (類型2) →都賀駅
- 物井信号場 : 総武本線 四街道 - 佐倉間 (類型2) →物井駅
- 本佐倉信号場 : 総武本線 佐倉 - 酒々井間（類型3）
- 並木信号場 : 総武本線 酒々井 - 成田間（類型3）
- 都川信号場：京葉線 （類型1 : 現・千葉みなと- 蘇我間、千葉貨物ターミナル駅開業時に川崎製鉄専用線との接続点に設置）
- 東塩尻信号場（仮）：中央本線 小野 - 塩尻間（類型2）
- 高久信号場（仮）：東北本線 黒磯 - 黒田原間（類型不明）→高久駅
- 衣川信号場：東北本線 平泉 - 前沢間（類型不明）
- 中目信号場：東北本線 越河 - 白石間（類型2）→東北新幹線白石蔵王駅の保守基地
- 青山信号場：東北本線（現・いわて銀河鉄道線） 盛岡 - 厨川間（類型2）現在の青山駅と同位置
- 長根信号場：東北本線（現・いわて銀河鉄道線） 厨川 - 滝沢間（類型2）
- 西岳信号場：東北本線（現・いわて銀河鉄道線） 奥中山 - 小繋間（類型2）
- 滝見信号場：東北本線（現・いわて銀河鉄道線） 小繋 - 小鳥谷間（類型2）
- 鳥越信号場：東北本線（現・いわて銀河鉄道線） 一戸 - 北福岡間（類型2）
- 井野信号場：両毛線 高崎 - 新前橋間（類型1）→井野駅
- 加茂宮信号場：高崎線 大宮 - 上尾間（類型2） 1957年廃止（現在の宮原駅の位置。宮原駅は翌1958年開設のため同駅は加茂宮信号場の履歴を引き継いでいない）
- 北湯檜曽信号場：上越線 湯檜曽 - 土合間（類型2）←旧湯檜曽駅
- 茂倉信号場：上越線 土合 - 土樽間（類型2）
- 大荒沢信号場：北上線 和賀仙人 - 陸中大石間（類型2）ダム建設によるルート変更のため、旧線上に存在した大荒沢駅を移設・降格
- 七座信号場：奥羽本線 二ツ井 - 前山間 （類型2）1971年8月5日廃止
- 白川信号場：米坂線・長井線（現・山形鉄道フラワー長井線） 今泉 - 萩生・時庭間（類型1：1984年より今泉駅構内の扱い）
- 南余目信号場：羽越本線 藤島 - 余目間（類型2）
- 矢引信号場：羽越本線 三瀬 - 羽前水沢間（類型2）
- 北八戸信号場：八戸線・青森県営専用線(現・八戸臨海鉄道線 八戸貨物 - 長苗代・北沼間（類型1・青森県営専用線（後の八戸臨海鉄道）の分岐点として。

#### JR東海エリア
- 友田信号場：東海道本線 金谷 - 堀之内（現・菊川）間（類型4・スイッチバック：閉塞区間分割ならびに勾配における重量貨物列車の待避のため）
- 平井信号場：飯田線 下地 - 小坂井間（類型1・施設上は小坂井駅構内）
- 倉本信号場→倉本駅：中央本線 上松 - 須原間（類型3）
- 十二兼信号場→十二兼駅：中央本線 野尻 - 三留野（現・南木曽）間（類型3）
- 田立信号場→田立駅：中央本線 三留野（現・南木曽）－ 坂下間（類型2）
- 古渡信号場→金山駅：中央本線 鶴舞 - 名古屋間（類型2）
- 梅ヶ谷信号場→梅ヶ谷駅：紀勢本線（類型2）
- 三島信号場→三島駅：東海道新幹線（類型7：列車留置並びに列車折り返しのため）

#### JR西日本エリア
- 田刈屋信号場 : 北陸本線 富山 - 呉羽間（類型1：高山本線分岐点〉
- 鳩原信号場：北陸本線 新疋田 - 敦賀間（類型1：柳ヶ瀬線（廃止）を分岐）
- 安楽寺信号場：北陸本線 倶利伽羅 - 石動間（類型2） 1962年8月1日（類型3）に変更、 1962年9月15日廃止
- 木浦信号場：北陸本線 浦本 - 能生間（類型2） 1969年9月29日新線切替に伴い廃止
- 百川信号場：北陸本線 能生 - 筒石間（類型2） 1969年9月29日新線切替に伴い廃止
- 西名立信号場：北陸本線 筒石 - 名立間（類型2） 1969年9月29日新線切替に伴い廃止
- 都島信号場：片町線（貨物支線） 吹田操車場（現・吹田信号場） - 巽信号場間（類型2）
- 巽信号場：片町線（貨物支線） 都島信号場 - 鴫野間（類型1：淀川駅への分岐のため）
- 淀川信号場：片町線（貨物支線） 淀川電車区（初代） - 吹田操車場（現・吹田信号場）・鴫野間（類型1：車庫への入出庫線が分岐）
- 正覚寺信号場（初代、2代）：関西本線・片町線（貨物支線。現・おおさか東線） 平野 - 加美間（類型1：2代は1961年に平野駅に併合され同駅構内扱いとなった）
- 猫間信号場：城東線（現・大阪環状線） 京橋（当時、大阪城公園駅は未開業） - 森ノ宮間（類型3：貨物用の別線が分岐）、1961年4月20日廃止。現在の大阪城公園駅付近の南方に設置。
- 中野町信号場：城東線（現・大阪環状線） 桜ノ宮 - 京橋間（類型1：貨物支線を分岐）
- 上瀬野信号所：山陽本線 瀬野 - 八本松間（類型4・スイッチバック：閉塞区間分割ならびに勾配における重量貨物列車の待避のため）
- 郷原信号所：山陽本線 本郷 - 河内間（類型4・スイッチバック：閉塞区間分割ならびに勾配における重量貨物列車の待避のため）

#### JR四国エリア
- 三秋信号場：予讃本線（現・予讃線） 向井原 - 高野川間（類型2）
- 大王信号場：土讃本線（現・土讃線）大杉 - 土佐北川間（類型2：新線切替に伴い廃止）
- 笹場信号場：土讃本線（現・土讃線） 土佐久礼 - 影野間（類型2：スイッチバック）

#### JR九州エリア
- 城山信号場：鹿児島本線（旧線）遠賀川 - 赤間間 1909年11月9日城山トンネル開通に伴う新線への切替えにより廃止。
- 倉谷信号場：鹿児島本線（現・肥薩おれんじ鉄道線）湯浦 - 津奈木間（類型3） 同区間の部分複線化に伴い暫定的に設置。1968年5月23日、同区間の複線化完成のため廃止。
- 新宮信号場→筑前新宮駅（現・福工大前駅）：鹿児島本線 古賀 - 香椎間（類型2） 1920年10月1日筑前新宮駅昇格の際に300m博多寄りに移設。
- 東園信号場→東園駅：長崎本線 喜々津 - 大草間（類型2）
- 筑後川信号場：佐賀線 諸富 - 筑後若津間（類型8：昇開橋制御のために設置。1987年廃止）
- 宗太郎信号場→宗太郎駅：日豊本線 重岡 - 市棚間 （類型2）

### 民鉄・第三セクター

#### 鹿島鉄道
- 玉里信号所→玉里駅（類型2）

#### 筑波鉄道
- 真鍋信号所：土浦 - 新土浦間 (類型1 : 真鍋機関区への入出庫のため。関東鉄道での変遷は一般駅→貨物駅→信号所)

#### 東武鉄道
- 中千住信号所：伊勢崎線 牛田 - 北千住間（類型1:千住線との分岐点で、後の千住分岐点（現 廃止)）
- 新鎌ヶ谷信号所→新鎌ヶ谷駅：野田線（類型3）
- ききょう原信号所：東上線 鶴瀬 - 上福岡間（類型3）
- みずほ台信号所→みずほ台駅：東上線（類型2・3・7）
- 川角信号所：越生線 川角 - 武州長瀬間（類型2）
- 東小泉信号所→東小泉駅：小泉線（類型1:信号所時代は乗り換えの目的で乗降車を扱っており、仮乗降場的であった）

#### 西武鉄道
- 笠縫信号所：池袋線 元加治 - 飯能間（類型3）
- 柳瀬信号所：新宿線　東村山 - 所沢間（類型2→類型3）
- 西小川信号所：拝島線 小川 - 東大和市間（類型3）
- 野口信号所：西武園線　東村山 - 西武園間（類型1）
- 中峯信号所：山口線（軽便鉄道時代） 遊園地前 - ユネスコ村間（類型2）
- 山口信号所：山口線（軽便鉄道時代） 遊園地前 - ユネスコ村間（類型2）

#### 京成電鉄
- 向島信号所：押上線 京成曳舟 - 荒川（現・八広）間（類型1：東京都交通局向島検車場（現在は廃止）への入出庫のため）

#### 北総鉄道
- 新鎌ヶ谷信号所→新鎌ヶ谷駅：北総線（類型1・7：列車留置並びに新京成電鉄線への接続のため）

#### 帝都高速度交通営団・東京地下鉄
- 下妙典信号場→妙典駅：東西線（類型1：行徳検車区（現・深川検車区行徳分室）への分岐のため）

#### 東京急行電鉄
- 長津田工場信号所→恩田駅：こどもの国線（類型1：長津田車両工場への分岐のため）

#### 東京モノレール
- 昭和島信号所→昭和島駅：東京モノレール羽田空港線（類型1：昭和島車両基地への分岐のため）[4]
- 穴守信号所：東京モノレール羽田空港線 羽田整備場（現・整備場） - 旧・羽田（1993年廃止）間（類型3：この地点と旧・羽田間は単線）[4]

#### 江ノ島電鉄
- 藤が谷信号場：江ノ島電鉄線 柳小路 - 鵠沼暫定駅間（類型2：鵠沼駅新築工事時に暫定的に設置）

#### ドリーム開発
- 小雀信号所：ドリームランド線 大船 - ドリームランド間（類型2）

#### 富山地方鉄道
- 石田信号所：富山電気鉄道 本線 石田第二信号所 - 西三日市間、石田線 堀切 - 生地口間（類型8：両路線の平面交差部に設置）
- 石田第二信号所→電鉄石田駅：富山電気鉄道 本線 経田 - 西三日市間（類型?）
- 鵯島信号所：富山軌道線（呉羽線） 新富山 - 大学前間（類型2）

#### 岳南鉄道
- 左富士信号所： 岳南線 吉原 - 日産前（現・ジヤトコ前）
- 田宿信号所： 岳南線 本吉原 - 岳南原田

#### 遠州鉄道
- 遠州浜松信号場：鉄道線 （廃）遠州馬込 - 遠鉄浜松（現・遠州病院）間（類型2:元は貨物駅、1985年12月1日、浜松市中心街区域の連続立体交差化事業に伴う新線切替に伴い廃止）

#### 名古屋鉄道
- 伊奈信号所→伊奈駅：愛電豊橋線 豊橋 - 国府間（類型1：小坂井線への分岐） 駅昇格時期不詳
- 知立信号所：名古屋本線 牛田 - 知立間（類型1：知立連絡線への分岐） 1984年（昭和59年）4月1日頃廃止
- 東枇杷島信号所：一宮線 枇杷島橋 - 東枇杷島間（類型1：笹島線への分岐） 1941年（昭和16年）8月12日廃止
- 木曽川信号場：名古屋本線 位置不明（類型?） 1949年（昭和24年）8月27日廃止
- 八幡口駅→八幡口信号場：豊川線 国府 - 八幡間（類型2） 1996年（平成8年）12月14日廃止
- 南桜井信号場→南桜井駅：西尾線　碧海桜井 - 米津間（類型3） 2008年（平成20年）6月29日駅昇格
- 伝馬町信号所：常滑線 神宮前 - 豊田本町間（類型1：常滑線旧跨線橋と神宮前駅（西駅）との分岐） 1965年（昭和40年）9月15日廃止
- 浮島信号所：常滑線 神宮前 - 豊田本町間（類型3：精進川橋梁架け替え工事中に設置） 1953年（昭和28年）12月26日廃止
- 分岐点：常滑線 道徳 - 大江間（類型1：山崎川貨物支線への分岐） 1946年（昭和21年）以前に廃止
- 長浦信号所：愛電常滑線 古見 - 長浦間（類型?） 1924年（大正13年）以前に廃止
- 蛇渕信号場：河和線 南成岩 - 上ゲ間（類型3：複線化工事中に設置） 1962年（昭和37年）3月11日廃止
- 春里信号場：広見線 西可児 - 可児川間（類型3：複線化工事中に設置） 1970年（昭和45年）3月6日廃止
- 古市場信号場：広見線 日本ライン今渡 - 新広見（現、新可児）間（類型3：複線化工事中に設置） 1969年（昭和44年）9月17日廃止
- 鶴田町信号所：各務原線 新岐阜 - 田神間（類型8：高山本線へ向かう専用線との平面交差部に設置） 1966年（昭和41年）10月6日廃止
- 牛山信号場→豊山駅：小牧線 春日井 - 牛山間（類型1：航空自衛隊小牧基地専用線への分岐） 1951年（昭和26年）2月18日駅昇格、1968年（昭和43年）10月1日廃止
- 豊山信号場：小牧線 春日井 - 牛山間（類型3） 2002年（平成14年）4月1日廃止
- 二子信号場：小牧線 味鋺 - 味美間（類型3：上飯田連絡線の建設工事中に暫定的に設置） 2003年（平成15年）3月27日廃止
- 招魂社前信号所：瀬戸線 堀川 - 本町間（類型6：本町橋のガントレット区間） 1976年（昭和51年）2月15日廃止
- （名称不明）：瀬戸電気鉄道 久屋 - 東大手間（類型6：久屋橋のガントレット区間） 1939年（昭和14年）廃止
- 大手信号所：瀬戸線 大津町 - 東大手間（類型6：清水橋のガントレット区間） 1943年（昭和18年）10月以前に廃止
- 柳原信号所：瀬戸線 土居下 - 清水間（類型3） 1943年（昭和18年）10月以前に廃止
- 喜多山信号所→喜多山駅：瀬戸電気鉄道 小幡原 - 大森間（類型?） 1927年（昭和2年）7月1日駅昇格

#### 信楽高原鐵道
- 小野谷信号場：信楽線 貴生川 - 紫香楽宮跡間（類型2）

#### 近畿日本鉄道
- 三軒家信号場：大阪線 伊賀上津 - 西青山間（類型2）
- 垣内西信号場：大阪線 東青山 - 垣内東信号場間（類型2）
- 垣内東信号場：大阪線 垣内西信号場 - 榊原温泉口間（類型2：上記の垣内東信号場と一体）
- 亀谷信号場：大阪線 大三 - 伊勢石橋間（類型2）
- 高野信号場：大阪線 伊勢石橋 - 川合高岡間（類型2）
- 玉川信号場：奈良線 若江岩田 - 八戸ノ里間（類型1：玉川工場（現在廃止）を分岐）
- 三山木信号場→近鉄宮津駅：京都線（類型1：宮津車庫を分岐・同駅開業により同駅構内扱いに変更され廃止）
- 木曽川分岐信号場：名古屋線 近畿日本弥富（現・近鉄弥富） - 近畿日本長島（現・近鉄長島）間（類型3：複線区間の南端）
- 播磨川分岐信号場：名古屋線 近畿日本長島（現・近鉄長島）（当時、休止中の駅では揖斐川駅） - 桑名間（類型3：複線区間の南端）
- 逆川分岐信号場：名古屋線 白塚 - 高田本山間（類型3：複線区間の南端）
- 二重池信号場：名古屋線 津新町 - 久居間（当時、南が丘駅は未開業）（類型3：複線区間の北端）
- 雲出川分岐信号場：名古屋線 桃園 - 伊勢中川間（類型3：複線区間の南端）
- 四郷信号場：鳥羽線 朝熊 - 池の浦間（類型2）
- 浜田信号場：内部線（現・四日市あすなろう鉄道内部線） 近鉄四日市（現・あすなろう四日市） - 赤堀間（類型2）

#### 京阪電気鉄道
- 蒲生信号所：京阪本線 野江 - 京橋間（類型3）
- 中宮信号所：交野線 中宮（現・宮之阪） - 星ヶ丘間（類型3）
- 森信号所：交野線 河内森 - 私市間（類型3：複線化工事中に暫定的に設置）

#### 阪急電鉄
- 高槻東信号所：京都線 上牧 - 高槻市間（類型7：列車留置並びに列車折り返しのため・高槻市駅高架工事時に暫定的に設置）

#### 阪神電気鉄道
- 千船信号場：本線 千船 - 杭瀬間（類型4：高架工事中に暫定的に設置）

#### 南海電気鉄道
- 加賀田信号所→美加の台駅：高野線（類型2：最晩年は類型3）
- 粉浜信号所：南海本線 岸里玉出駅 - 粉浜駅間（類型3）
- 妻信号所：高野線 橋本駅 - 紀伊清水駅間（類型1）

#### 高松琴平電気鉄道
- 花園信号所→花園駅：長尾線（類型2）
- 陶信号所：琴平線 畑田-陶間（類型2）

#### とさでん交通
- 八代信号所：伊野線 宇治団地前-八代通間（類型2）

### 公営鉄道

#### 東京都交通局（都営地下鉄）
- 汐留信号所（初代）→新橋駅：浅草線（類型7：列車折り返しのため。東銀座駅が折り返し不可能な構造のため、同駅終着・始発列車の折り返し点として使用されていた）
- 汐留信号所（2代）→汐留駅：大江戸線（類型7：列車留置並びに列車折り返しのため）

#### 名古屋市交通局（名古屋市電）
- 荒子信号所：下之一色線 小本 - 荒子間（類型2）

## 計画中の信号場
現在計画中の信号場はない。 
なお、過去に計画されながら開設に至らなかった信号場は「未成駅#未成となった信号場」を参照。

## 信号場ではないが信号場に近似するもの
- 鹿島サッカースタジアム駅：JR東日本鹿島線・鹿島臨海鉄道大洗鹿島線・鹿島臨港線
臨時駅とも取れるが、通常は旅客扱いを行わず、（類型1）のJR鹿島線と鹿島臨海鉄道大洗鹿島線・鹿島臨港線の境界、（類型2）の単線区間の交換、（類型7）の列車留置に利用され、貨物駅や、旅客列車については信号場として機能している。
- 宮原操車場：JR西日本東海道本線貨物支線（北方貨物線）
操車場そのものは宮原運転所との統合で「宮原総合運転所」に改組され、現在はさらに「網干総合車両所宮原支所」に改組されているが、北方貨物線から宮原支所への分岐点にあたる停車場として「宮原操車場」の名称が残っている（類型1）。そのため操車場を名乗っているが事実上信号場ともいえる。
- 北方貨物線の西廻り連絡線分岐：JR西日本東海道本線 塚本 - 尼崎間、同貨物支線（北方貨物線） 宮原操車場 - 尼崎間
大阪駅方面から塚本駅を経由して直接北方貨物線に入るための回送線の分岐点（類型1）。列車ダイヤや乗務員用の運転時刻表などでは塚本信号場と呼ばれるが、塚本駅構内の扱いであり、法令上の信号場ではない。
- 防府貨物駅：JR西日本山陽本線　※過去
元々旅客扱いは行われておらず、貨物駅としても1998年の自動車代行駅への格下げで機能しなくなったが、それ以降も閉塞を分割する事実上の信号場として機能していた。しかし2010年までに閉塞境界としての機能も喪失し、2015年時点ではオフレールステーションを残して廃駅となっている。
- 伊勢中川駅付近の中川短絡線の分岐：近畿日本鉄道大阪線・名古屋線
中川短絡線の大阪線・名古屋線の分岐点は、いずれも伊勢中川駅の構内扱いとなっている。大阪線の分岐は宮古分岐、名古屋線の分岐は黒田分岐と呼ばれる。また、ダイヤグラムには前者は「52号ポイント」、後者は「53号ポイント」と記され、伊勢中川駅のホームと同様に秒単位の時刻が記載されている。なお、1972年まで存在した雲出川分岐信号場は名古屋線の雲出川橋梁北側に位置し、中川短絡線の分岐点とは別地点である。
- 田原本駅付近の異路線間の分岐：近畿日本鉄道橿原線・田原本線
同駅の連動装置上では、橿原線からの分岐部分は便宜上「田原本信号場」と言う名称が付けられているが、正式には同駅の構内扱いとなっている。田原本駅2番線（上り線）西大寺方に設置されている信号機は（田原本駅からの）出発信号機ではなく（田原本信号場への）場内信号機である。また、下り線は分岐手前（西大寺方）に第一場内信号機（橿原線/田原本線）があり、田原本線側に進入すると、田原本線との合流手前に第二場内信号機（一号線/二号線）がある。

その他、常設駅ではあるが、ある路線に旅客ホームや貨物扱いがなく、単なる運転取り扱い上の駅となっているものもある。
例
- 東海道旅客線・東海道貨物線・高島線・品鶴線（横須賀線・湘南新宿ライン・相鉄線直通列車）・武蔵野線・南武線の鶴見駅：（類型1）の各線（東京貨物ターミナル駅、高島線経由桜木町駅、品鶴線・武蔵野線・南武線新鶴見信号場方面）の分岐点。
- 常磐快速線の北柏駅：（類型4）の貨物列車の待避、（類型7）の成田線からの折り返し。開設当初は貨物駅であった。

他。